# Jacques Danes
Pour les articles homonymes, voir Danes.
Jacques Danes, de la famille de Pierre Danes, naquit à Paris en 1601, est un religieux français, mort dans la capitale le 5 juin 1662.

## Biographie
Il est le fils de Jacques Danes, seigneur de Marly, président de la chambre des comptes maitre des requêtes, conseiller d'État, et prévôt des marchands de Paris (1598-1600) et d'Anne Hennequin. 
Il fait ses études à Paris au collège de Calvi et obtient une licence de droit à Orléans en 1622. Il fut d'abord homme du monde, président de la chambres des comptes, conseiller au grand conseil maitre des requêtes et intendant de Languedoc. En 1625, il épouse Magdeleine, une fille de Jacques-Auguste de Thou ; mais, ayant perdu son fils unique, âgé de seize ans, puis peu d'années après, sa femme, il embrasse l'état ecclésiastique. Il est désigné peu après comme évêque de Toulon nommé en 1638 et devient prêtre en janvier 1639 et il est consacré le 6 mai 1640, par Nicolas Sanguin, évêque de Senlis. 
Devenu valétudinaire, il se démit de son évêché en faveur de Pierre Pingré en juin 1658, et meurt à Paris le 5 juin 1662. Il est inhumé en l'église Sainte-Geneviève-des-Ardents, devant le grand autel, avant que l'église ne soit détruite en 1747.
Il était réputé pour sa piété, ses œuvres de bienfaisance et ses fondations. Pierre-Hilaire Danes lui consacre dans son recueil un Mémoire sur les actes de Jacques Danes, évêque de Toulon.

## Source
« Jacques Danes », dans Louis-Gabriel Michaud, Biographie universelle ancienne et moderne : histoire par ordre alphabétique de la vie publique et privée de tous les hommes avec la collaboration de plus de 300 savants et littérateurs français ou étrangers, 2e édition, 1843-1865 [détail de l’édition]